# Прери Сити (Илиноис)
Прери Сити (енгл. Prairie City) град је у америчкој савезној држави Илиноис.

## Демографија
По попису из 2010. године број становника је 379, што је 82 (-17,8%) становника мање него 2000. године.
| Група             | 2000.       | 2010.       |
| Белци             | 450 (97,6%) | 371 (97,9%) |
| Афроамериканци    | 0 (0,0%)    | 5 (1,3%)    |
| Азијати           | 5 (1,1%)    | 1 (0,3%)    |
| Хиспаноамериканци | 4 (0,9%)    | 1 (0,3%)    |
| Укупно            | 461         | 379         |